# Forcipomyia fishi
Forcipomyia fishi är en tvåvingeart som beskrevs av Wirth och Soria 1980. Forcipomyia fishi ingår i släktet Forcipomyia och familjen svidknott.
Artens utbredningsområde är Florida. Inga underarter finns listade i Catalogue of Life.